# Nagy-sóstó
A Nagy-sóstó (angolul: Great Salt Lake) egy sekély vizű tó az Amerikai Egyesült Államok nyugati részén, a Nagy-medencében, a Wasatch-hegységtől nyugatra. Utah államban, annak fővárosa, Salt Lake City közelében, attól északnyugatra fekszik. Egy átlagos évben a tó mintegy 4400 km2, de területe jelentős ingadozást mutat. 1963-ban rögzítették a legalacsonyabb szintet, akkor 2460 km2-t mértek, a legnagyobb kiterjedése 1987-ben volt, akkor 8500 km2-t fedett le az egybefüggő víztükör.
A negyedkorban a Nagy-Sóstó helyén jelentős beltenger volt (Bonneville-tó 52 000 km2), amelynek a nyomai most is látszanak. A Sóstónak sokkal nagyobb a sótartalma, mint a tengervíznek. A Jordan, a Weber és a Bear (a három fő mellékfolyó) évente 1.1 tonna ásványi anyagot hord ide, és mivel a víz folyamatosan párolog, (az ásványi anyagok nem tűnnek el) a víz koncentrációja egyre nő. MIvel a só koncentráció igen magas a legtöbb ember könnyedén lebeg a tó felszínén, mert nagyobb a víz sűrűsége, különösen az északi Gunnison-öböl.
Annak ellenére, hogy a tó az úgy nevezett "amerikai Holt-tenger", életteret nyújt milliónyi őshonos madár-, sós rák, parti- és vízimadár fajoknak, köztük talán a legnagyobb populációban előforduló Wilson-víztaposónak

## Földrajz

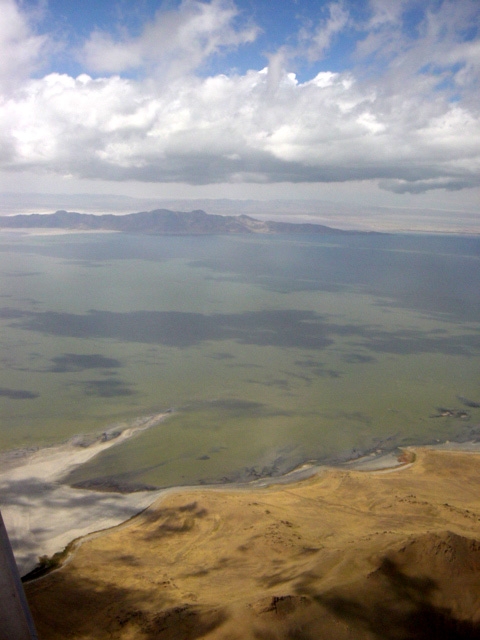
A Nagy-Sóstó a Salt Lake Cityfeletti légtérből

A Nagy-Sóstó egy sokkal nagyobb őskori tónak, a Boneville-tó őskori maradványa. A Bonneville-tó legnagyobb kiterjedése 58.000 km2, amely majdnem olyan nagy, mint a mai Michigan-tó, és nagyjából tízszerese a mai Nagy Sós-tó területének. Bonneville a legmélyebb pontján  281 m volt, és a pleisztocén korszak jégkorszakai alatt a mai Utah nagy részét, valamint Idaho és Nevada kis részeit lefedte.
A Bonneville-tó mintegy 16 800 évvel ezelőtt létezett, amikor a tó nagy része szabadon áramolhatott az Idaho-i Red Rock Passon keresztül, túlfolyóként működve. Az éghajlat melegedése miatt a tó medre száraz maradt, így kisebb-nagyobb tavakat hagyott maga után. Így keletkezett a Nagy-Sóstó, a Utah-tó, a Sevier-tó és a Rush-tó is. A hegységekből lefutó patakok törmeléke és az egyre szárazabbá váló éghajlat a tó felszínét egyre összébb zsugorította. Sekély öblei feltöltődtek, vize elpárolgott. Egykori kiterjedését ma a sósivatag is jelzi. A zsugorodó tó hajdani turzása ma hosszú töltésként, sóbevonatként fut a parton.
A tó sótartalma meghaladja a tengerekét, 5-27%. Lefolyása nincsen. Területe a beleömlő folyók vízhozamától függően változik. Átlagos kiterjedése 4400 km². Legnagyobb kiterjedését 1988-ban érte el, akkor 8500 km² volt, legkisebb kiterjedése 1963-ban: 2460 km². Átlagos mélysége 4,5-5 méter. A tóban 8-15 sziget fekszik, függően a víz szintjétől. Legnagyobb szigetei, az Antilop-sziget (Antelope) és Stansbury-sziget a déli végében fekszenek.
A tó öt megye területén fekszik, ezek: Weber, Box Elder, Davis, Tooele és Salt Lake county. Salt Lake City és külvárosai a tótól délkeletre és keletre, a tó és a Wasatch-hegység között találhatók, de az északi és nyugati partok körül szinte lakatlan a föld. A Bonneville sós síkságtól nyugatra az Oquirrh és délen pedig a Stansbury-hegység emelkedik.
A Nagy Sóstavat három nagyobb folyó és több kisebb patak táplálja. A három nagy folyó mindegyike közvetlenül vagy közvetve az Uinta-hegységből táplálkozik Utah északkeleti részén. A Medve-folyó az Uintas északi lejtőjén kezdődik, és északra folyik a Medve-tó mellett, amelybe a Medve-folyó vizének egy része ember alkotta csatornán át terelődött  a tóba, de később visszafolyik a folyóba. A folyó ezután délnek fordul Idaho déli részén, és végül a Nagy Sóstó északkeleti ágába ömlik. A Weber folyó szintén az Uinta-hegység északi lejtőjén indul, és a tó keleti szélébe ömlik. A Jordán folyó nem közvetlenül az Uintastól kapja vizét; inkább az édesvizű Utah-tóból folyik, amelyet magát elsősorban a Provo folyó táplál. A Provo folyó valóban az Uintasból ered, néhány mérföldre a Webertől és a Medvétől. A Jordán-folyó a Utah-tó északi részéből folyik a Nagy Sós-tó délkeleti sarkába.

## Élővilág
A tóban nincs halélet, de a környéke rengeteg sós vízi ráknak, őshonos parti- és vízimadárfajoknak nyújt életteret, köztük talán a legnagyobb populációban előforduló Wilson-víztaposónak.

## Története
A soson, Ute és paiute indiánok évezredek óta éltek a Nagy Sóstó közelében. Salt Lake City alapításakor a völgy az északnyugati soson területén volt; a terület birtoklása azonban szezonális volt, a kanyonokból a Sóstó-völgybe ömlő patakok közelében. Az egyik helyi soson törzs, a nyugati gosut törzs Pi'a-pa néven emlegette a tavat, ami "nagy vizet" jelent, vagy Ti'tsa-pa, ami "rossz vizet" jelent.
A Nagy Sóstó Silvestre Vélez de Escalante feljegyzésein keresztül lépett be az írott történelembe 1776-ban. Akkoriban nem adtak neki európai nevet, és Bernardo Miera y Pacheco, az expedíció térképésze sem mutatta be a térképen. 1824-ben, látszólag függetlenül, Jim Bridger és Etienne Provost figyelte meg. Nem sokkal ezután más csapdázók is meglátták és megkerülték. Vannak azonban olyan térképek, amelyek egészen 1575-ig nyúlnak vissza, és a Nagy Sós-tavat a megfelelő szélességi és hosszúsági fokon, mindössze néhány fokos pontossággal mutatják. A legszembetűnőbb példa Nicolas Sanson 1650-ben készült térképe.
A legtöbb csapdázó azonban írástudatlan volt, és nem jegyezték fel felfedezéseit. Ahogy a megállapításaikról szóló szóbeli jelentések eljutottak azokhoz, akik feljegyzéseket készítettek, néhány hibát követtek el. Escalante a Utah-tó partján járt, amelyet Laguna Timpanogosnak nevezett el. Miera térképén a két tó közül a nagyobb volt. Más térképészek követték példáját, és a Timpanogos-tavat a régió legnagyobb (vagy nagyobb) tavaként jelölték meg. Ahogy az emberek tudomást szereztek a Nagy Sóstóról, úgy értelmezték a térképeket, hogy a "Timpanogos" a Nagy Sós-tóra utal. Egyes térképeken a két név szinonimaként szerepelt. Idővel a "Timpanogos" lekerült a térképekről, és feledésbe merült a Utah-tóval való eredeti kapcsolata.
1843-ban John C. Frémont vezette az első tudományos expedíciót a tóhoz, de a tél beköszöntével nem fordított időt az egész tó felmérésére. Ez 1850-ben történt Howard Stansbury vezetésével (Stansbury felfedezte és elnevezte a Stansbury-hegységet és a Stansbury-szigetet). John Fremont túlságosan lelkes jelentéseit a területről nem sokkal expedíciója után tették közzé. Stansbury hivatalos jelentést is közzétett felmérési munkájáról, amely nagyon népszerűvé vált. A területről szóló jelentése tartalmazta a mormon vallási gyakorlatok megvitatását, amely Stansbury és a Great Salt Lake City-i mormon közösség közötti interakción alapult, amelyet három évvel korábban, 1847-ben hoztak létre.

### Zsugorodás
A szárazság és a túlzott hóolvadás miatt a Nagy Sóstó jelentősen összezsugorodott.  2022 júliusában a Nagy Sóstó körülbelül 950 négyzetmérföldet foglal el. 1987-ben mintegy 3300 négyzetmérföldet foglalt el.

## Fordítás
Ez a szócikk részben vagy egészben  a   Great Salt Lake című angol Wikipédia-szócikk fordításán alapul.  Az eredeti cikk szerkesztőit annak laptörténete sorolja fel. Ez a jelzés csupán a megfogalmazás eredetét és a szerzői jogokat jelzi, nem szolgál a cikkben szereplő információk forrásmegjelöléseként.